# Campos Borges
Campos Borges là một đô thị ở bang Rio Grande do Sul của Brasil. Đô thị này có vĩ độ 28º53'10" vĩ nam và kinh độ 52º59'55" vĩ tây, nằm ở độ cao 513 m trên mực nước biển. Dân số năm 2004 là 3.742 người.
Diện tích của Campos Borges là 180,91 km².